# Psychotria srilankensis
Psychotria srilankensis är en måreväxtart som beskrevs av Markus Ruhsam. Psychotria srilankensis ingår i släktet Psychotria och familjen måreväxter. Inga underarter finns listade i Catalogue of Life.